# Sumercé
 (décembre 2023).
Si vous disposez d'ouvrages ou d'articles de référence ou si vous connaissez des sites web de qualité traitant du thème abordé ici, merci de compléter l'article en donnant les références utiles à sa vérifiabilité et en les liant à la section « Notes et références ».
 (décembre 2023).
La mise en forme du texte ne suit pas les recommandations de Wikipédia : il faut le « wikifier ».
Les points d'amélioration suivants sont les cas les plus fréquents. Le détail des points à revoir est peut-être précisé sur la page de discussion.
- Les titres sont pré-formatés par le logiciel. Ils ne sont ni en capitales, ni en gras.
- Le texte ne doit pas être écrit en capitales (les noms de famille non plus), ni en gras, ni en italique, ni en « petit »…
- Le gras n'est utilisé que pour surligner le titre de l'article dans l'introduction, une seule fois.
- L'italique est rarement utilisé : mots en langue étrangère, titres d'œuvres, noms de bateaux, etc.
- Les citations ne sont pas en italique mais en corps de texte normal. Elles sont entourées par des guillemets français : « et ».
- Les listes à puces sont à éviter, des paragraphes rédigés étant largement préférés. Les tableaux sont à réserver à la présentation de données structurées (résultats, etc.).
- Les appels de note de bas de page (petits chiffres en exposant, introduits par l'outil «  Source ») sont à placer entre la fin de phrase et le point final[comme ça].
- Les liens internes (vers d'autres articles de Wikipédia) sont à choisir avec parcimonie. Créez des liens vers des articles approfondissant le sujet. Les termes génériques sans rapport avec le sujet sont à éviter, ainsi que les répétitions de liens vers un même terme.
- Les liens externes sont à placer uniquement dans une section « Liens externes », à la fin de l'article. Ces liens sont à choisir avec parcimonie suivant les règles définies. Si un lien sert de source à l'article, son insertion dans le texte est à faire par les notes de bas de page.
- La présentation des références doit suivre les conventions bibliographiques. Il est recommandé d'utiliser les modèles {{Ouvrage}}, {{Chapitre}}, {{Article}}, {{Lien web}} et/ou {{Bibliographie}}. Le mode d'édition visuel peut mettre en forme automatiquement les références.
- Insérer une infobox (cadre d'informations à droite) n'est pas obligatoire pour parachever la mise en page.

Pour une aide détaillée, merci de consulter Aide:Wikification.
Si vous pensez que ces points ont été résolus, vous pouvez retirer ce bandeau et améliorer la mise en forme d'un autre article.
 (décembre 2023).
«Sumercé», cet héritage linguistique et culturel unique à la Colombie andine, est un pronom personnel espagnol à la deuxième personne du singulier, utiliser principalement dans les régions de Boyacá, Bogotá et quelques zones environnantes de la Colombie. Bien qu’il soit méconnu dans d’autres parties du monde hispanophone, il incarne à la fois une richesse historique et une particularité linguistique profondément ancrée dans la culture colombienne.

## Définition et usage

### Un pronom à double connotation
Sumercé se distingue par sa capacité à exprimer simultanément la déférence et la proximité. Contrairement à "usted", qui impose une distance respectueuse, ou à "tú", qui signale une familiarité parfois jugée intrusive, sumercé établit un équilibre subtil. Ce pronom est donc idéal pour les situations où les locuteurs souhaitent conjuguer respect et intimité, tout en évitant les ambiguïtés sociolinguistiques.
Autrement dit, il s'agit d'un pronom qui signifie tout le respect et la distance du pronom "usted" (vous/vous) en même temps que toute la confiance et la proximité du pronom "tú" (tu/toi).

### Reconnaissance linguistique
Bien que la définition de «sumercé» ne se trouve pas dans le DRAE, le Dictionnaire des Américanismes l'énumère avec cette définition simple:
sumercé. (De su merced).
a. ǁ	~. fórm. Co:C. Forma de tratamiento que expresa afecto o respeto. rur; pop + cult → espon ^ afec.

### Usage
D'après les informations recueillies dans la thèse de doctorat de Cristal Yeseidy Cepeda Ruiz, - Certains étudiants et étudiantes utilisent le pronom «sumercé» pour se «sauver» du tutoyer ou du vouvoyer ».
La phrase précédente illustre l’inconfort qui peut survenir dans les relations interpersonnelles spontanées lors du choix du pronom personnel approprié.
Actuellement, compte tenu du fait que des nouveaux pronoms émergent et d'autres réapparaissent, le pronom «sumercé» peut être un excellent joker, puisqu'il respecte toutes les exigences d'un pronom respectueux, proche, inclusif et neutre, tout comme le pronom «you» dans la langue anglaise.
L'usage de «sumercé» est souvent associé à la culture bogotanaise et à son identité linguistique distincte. Cette particularité peut surprendre les Colombiens venant d'autres régions, où l'expression n'est pas aussi répandue. À Bogotá, elle est souvent perçue comme une marque de raffinement ou d’éducation, mais elle peut également être utilisée pour renforcer l’idée d’une tradition "ancienne" ou "élégante".

## Origine et évolution historique

### Une contraction héritée de la colonisation
«Sumercé», tel qu'on le prononce aujourd'hui, dérive d'une contraction des mots "Su Merced" ( Votre Miséricorde) utilisés autrefois par les servants pour s'adresser à leurs patrons. En fait, l'origine du pronom sumercé remonte à l'époque de la Colonie Espagnole.
Au fil du temps, "su merced" a subi des transformations phonétiques, devenant finalement «sumercé». Cette évolution linguistique, commune dans la région andine colombienne, témoigne de l'adaptation culturelle des populations locales à l'héritage colonial.

### Déclin et renaissance
Pendant une période, notamment au XXe siècle,«sumercé» était considéré comme un archaïsme, en raison de ses origines associées à des relations de servitude. Cependant, dans les années 1990, une redécouverte culturelle a permis à ce pronom de regagner en popularité, particulièrement à Bogotá, où il a été adopté par la jeunesse comme un symbole d’identité régionale
L'une des raisons pour lesquelles l'utilisation du pronom «sumercé» a refait surface était probablement l'influence de la  chanteuse Andrea Echeverri du groupe de rock  Aterciopelados, qui proposait une esthétique kitsch, reprenant et enrichissant des éléments démodés de la culture populaire colombienne.

## Signification sociolinguistique

### Identité régionale
L’usage de «sumercé» est particulièrement associé à la savane de Cundinamarca et Boyacá. Dans ces régions, il est perçu comme un marqueur culturel distinctif, renforçant l’identité régionale face à d’autres accents et expressions colombiens, tels que le «vos» à Medellin et Cali ou le «tù» partout ailleurs.

### Un miroir des hiérarchies sociales
Historiquement, «sumercé» reflétait les inégalités sociales de l’époque coloniale. Aujourd'hui, son utilisation varie selon les contextes:
- Le respect : elle est particulièrement employée envers les aînés ou dans des interactions où une certaine distance respectueuse est souhaitée.
- L'affection : dans des contextes plus familiers, elle peut refléter une tendresse ou une considération chaleureuse envers la personne à qui l’on s’adresse.
- L'humour : certaines personnes l’utilisent de manière ludique ou ironique pour imiter des manières anciennes ou emphatiques.

Exemple :
- « ¿Cómo está su merced hoy? » (Comment allez-vous, votre grâce, aujourd'hui ?)

Cela dit, à Bogotá, «sumercé» est utilisée dans les conversations informelles et formelles, notamment entre personnes âgées, parents et enfants, ou même entre étrangers dans des contextes respectueux.

### Variantes et expressions connexes
- "Su excelencia" : Plus formelle, utilisée dans des contextes diplomatiques.
- "Su señoría" : Terme similaire mais utilisé dans des contextes judiciaires ou religieux.
- "Usted" : Bien que plus moderne et largement utilisé, il découle indirectement de l'usage de "su merced"[9].

## Impact culturel et littéraire
Le pronom «sumercé» est fréquemment utilisé dans la littérature et la musique colombiennes comme un moyen d’ancrer une œuvre dans un contexte andin ou bogotanais. Par exemple, il est courant de trouver ce pronom dans des dialogues visant à recréer l’authenticité culturelle d’une époque ou d’un lieu précis.  
De plus, ce pronom personnel a inspiré des projets modernes comme le système d’information agricole du même nom, destiné à soutenir les communautés rurales en Colombie.  

## Conclusion
«Sumercé» n’est pas seulement un pronom, c’est un témoignage vivant de l’histoire, de la culture et des relations sociales en Colombie. Héritier des structures coloniales, il a su évoluer pour devenir un outil linguistique moderne, respectueux et inclusif.  
Dans un monde où les langues continuent de s’adapter aux réalités socioculturelles, «sumercé» incarne la richesse et la résilience des traditions locales, tout en s'inscrivant dans un mouvement global vers des formes de communication plus égalitaires et nuancées.  
Les pronoms personnels connus jusqu'au XXe siècle, se sont maintenant notamment diversifiés. Dans le cadre de ce processus adaptatif de la communication, il est possible que commencent à réapparaître des pronoms oubliés aussi particuliers, amicaux et formels, que le pronom personnel «sumercé» de la savane Cundiboyacense.